# 사랑에 빠졌어
사랑의 빠졌어는 대한민국의 록 밴드 네미시스의 첫 번째 싱글 음반이다.

## 수록곡
1. 사랑에 빠졌어
2. Love EXP(사랑의 유효기간)
3. Love EXP(사랑의 유효기간) 연주곡
4. Love EXP 연주곡

## 곡소개
2009년 6월에 발매된 싱글앨범에 수록된 두 곡은 2009년 10월에 발매된 2집앨범 ‘ LoveSick(러브식) ’에 포함되어 있다.
- 사랑에 빠졌어

역동적인 비트에 마음이 편안해지는 어쿠스틱 사운드와 현악기가 조화된 감각적인 멜로디가 살아 있는 이 곡은 사랑의 아픔을 가진 사람들끼리 다시 조심스럽게 시작하자는 섬세한 감성이 잘 표현된 곡이다.
- Love EXP(사랑의 유효기간)

유효기간을 표시할 때 사용하는 만료일 ‘ EXP - Expired ’에서 착안한 곡이다. 점점 변해가는 상대방과 아직도 사랑하는 자신과의 갈등을 솔직하게 표현한곡으로, 신나는 리듬에 애잔함이 느껴지는 네미시스 특유의 독특한 매력이 살아있는 곡이다.